# 동아프리카고지대땃쥐
동아프리카고지대땃쥐(Crocidura allex)는 땃쥐과에 속하는 포유류의 일종이다. 케냐와 탄자니아에서 발견된다. 자연서식지는 아열대 또는 열대 기후 지역의 습윤 산지 숲과 고지대 초원과 습지이다.